# Världsmästerskapen i bågskytte 2011
Världsmästerskapen i bågskytte 2011 arrangerades i Palazzina di caccia of Stupinigi i Italien mellan 2 och 10 juli 2011.

## Medaljsummering

### Recurve
| Event                          | Guld                                                      | Silver                                                         | Brons                                                  |
| Herrarnas individuella tävling | Kim Woo-Jin (KOR)                                         | Oh Jin-Hyek (KOR)                                              | Brady Ellison (USA)                                    |
| Damernas individuella tävling  | Denisse Van Lamoen (CHI)                                  | Kristine Esebua (GEO)                                          | Fang Yuting (CHN)                                      |
| Herrarnas lag                  | Sydkorea Oh Jin-Hyek Kim Woo-Jin Im Dong-Hyun             | Frankrike Gaël Prévost Jean-Charles Valladont Romain Girouille | Italien Michele Frangilli Marco Galiazzo Mauro Nespoli |
| Damernas lag                   | Italien Natalia Valeeva Guendalina Sartori Jessica Tomasi | Indien Deepika Kumari Laishram Bombayla Devi Chekrovolu Swuro  | Sydkorea Han Gyeong-Hee Jung Dasomi Ki Bo-Bae          |
| Mixade lag                     | Sydkorea Im Dong-Hyun Ki Bo-Bae                           | Mexiko Juan Rene Serrano Aida Roman                            | Storbritannien Laurence Godfrey Amy Oliver             |

### Compound
| Event                          | Guld                                              | Silver                                                   | Brons                                                     |
| Herrarnas individuella tävling | Christopher Perkins (CAN)                         | Jesse Broadwater (USA)                                   | Reo Wilde (USA)                                           |
| Damernas individuella tävling  | Albina Loginova (RUS)                             | Pascale Lebecque (FRA)                                   | Erika Anschutz (USA)                                      |
| Herrarnas lag                  | USA Jesse Broadwater Braden Gellenthien Reo Wilde | Danmark Martin Damsbo Torben Johannessen Patrick Laursen | Kanada Christopher Perkins Simon Rousseau Dietmar Trillus |
| Damernas lag                   | USA Erika Anschutz Christie Colin Jamie Van Natta | Iran Vida Halimian Mahtab Parsamehr Shabnam Sarlak       | Venezuela Olga Bosh Luzmary Guédez Ana Mendoza            |
| Mixade lag                     | Italien Sergio Pagni Marcella Tonioli             | Nederländerna Peter Elzinga Inge van Caspel              | Sydkorea Choi Yong-Hee Seok Ji-Hyun                       |

### Medaljtabell
| Pl. | Nation         | Guld | Silver | Brons | Totalt |
| --- | -------------- | ---- | ------ | ----- | ------ |
| 1   | Sydkorea       | 3    | 1      | 2     | 6      |
| 2   | USA            | 2    | 1      | 3     | 6      |
| 3   | Italien        | 2    | 0      | 1     | 3      |
| 4   | Kanada         | 1    | 0      | 1     | 2      |
| 5   | Chile          | 1    | 0      | 0     | 1      |
| 5   | Ryssland       | 1    | 0      | 0     | 1      |
| 7   | Frankrike      | 0    | 2      | 0     | 2      |
| 8   | Danmark        | 0    | 1      | 0     | 1      |
| 8   | Georgien       | 0    | 1      | 0     | 1      |
| 8   | Indien         | 0    | 1      | 0     | 1      |
| 8   | Iran           | 0    | 1      | 0     | 1      |
| 8   | Mexiko         | 0    | 1      | 0     | 1      |
| 8   | Nederländerna  | 0    | 1      | 0     | 1      |
| 14  | Kina           | 0    | 0      | 1     | 1      |
| 14  | Storbritannien | 0    | 0      | 1     | 1      |
| 14  | Venezuela      | 0    | 0      | 1     | 1      |

## Deltagande länder
| - Algeriet (2) - Armenien (5) - Australien (7) - Österrike (6) - Azerbajdzjan (3) - Bangladesh (9) - Belgien (9) - Belarus (6) - Brasilien (9) - Bulgarien (4) - Kanada (12) - Chile (5) - Kina (6) - Elfenbenskusten (3) - Colombia (11) - Kroatien (5) - Kuba (3) - Cypern (6) - Tjeckien (9) - Danmark (10) - Dominikanska republiken (1) - Ecuador (10) - Egypten (6) - El Salvador (6) - Estland (12) - Finland (12) - Frankrike (12) - Georgien (6) - Tyskland (12) | - Grekland (10) - Storbritannien (12) - Guatemala (7) - Hongkong (1) - Ungern (8) - Indien (12) - Indonesien (12) - Iran (12) - Irak (6) - Irland (11) - Israel (3) - Italien (12) - Japan (8) - Kazakstan (8) - Kuwait (2) - Lettland (7) - Litauen (8) - Luxemburg (6) - Malaysia (6) - Mauritius (6) - Mexiko (12) - Moldavien (4) - Mongoliet (7) - Montenegro (1) - Marocko (6) - Myanmar (4) - Nepal (3) - Nederländerna (12) - Nya Zeeland (8) | - Norge (8) - Filippinerna (6) - Polen (7) - Portugal (3) - Nordkorea (6) - Puerto Rico (6) - Qatar (7) - Rumänien (9) - Ryssland (12) - San Marino (6) - Saudiarabien (4) - Serbien (6) - Singapore (11) - Slovakien (12) - Slovenien (7) - Sydafrika (11) - Sydkorea (12) - Spanien (12) - Sri Lanka (6) - Sverige (12) - Schweiz (8) - Tadzjikistan (4) - Thailand (8) - Turkiet (10) - Uganda (6) - Ukraina (6) - USA (12) - Venezuela (12) |